# Adam Buksa
Adam Buksa, född 12 juli 1996 i Kraków, är en polsk fotbollsspelare som spelar för FC Midtjylland, och Polens herrlandslag i fotboll, där han är med i truppen vid fotbolls-EM 2024.